# Prodidomus palkai
Prodidomus palkai là một loài nhện trong họ Gnaphosidae.
Loài này thuộc chi Prodidomus. Prodidomus palkai được Mordecai Cubitt Cooke miêu tả năm 1972.